# Feleki Béla
Feleki Béla, született Füchsl (Lovasberény, 1862. október 3. – Budapest, Józsefváros, 1923. március 1.) magyar ügyvéd, törvényhatósági bizottsági tag, a Pesti Izraelita Hitközség alelnöke. Testvérei Feleky Hugó urológus, Feleky Sándor orvos, költő és unokaöccse Feleky Géza író, újságíró voltak.

## Élete
Apja Feleki (Füchsl) Miksa lovasberényi körorvos, édesanyja Báron Anna volt. Középiskolai tanulmányai befejezése után a Budapesti Tudományegyetem jogi karán tanult. Az 1890-es években tevékenyen részt vett az egyházpolitikai mozgalomban és a recepciós törvényjavaslat előkészítő munkálataiban. 1890-ben tagja lett a főváros törvényhatósági bizottságának. Főleg a pénzügyi és a szociálpolitikai kérdések felé fordult a figyelme. 1919-ben a Pesti Izraelita Hitközség oktatásügyének a vezetője, majd a hitközség alelnöke lett. A gyermekvédelem terén kiváló kezdeményezése volt az Országos Izraelita Patronage Egyesület megalapítása. Nevéhez fűződik a hitközség fiú- és leánygimnáziumának létrehozása, mely az első magyarországi zsidó középiskola volt.
Jogi cikkeket írt az Ügyvédek Lapjába és az Igazságügyi Közlönybe, illetve felekezeti lapokba.

## Magánélete
Házastársa Deutsch Adél (1871–1925), lánya Feleki Alice (1894–?) volt.